# Seznam stran Rámcové úmluvy OSN o změně klimatu
Rámcová úmluva OSN o změně klimatu (anglicky United Nations Framework Convertion on Climate Change) je mezinárodní smlouva o ochraně životního prostředí sjednaná na Konferenci OSN o životním prostředí a rozvoji, neformálně známé jako Summit Země, která se konala v Rio de Janeiro od 3. do 14. června 1992. Cílem smlouvy je "stabilizovat koncentrace skleníkových plynů v atmosféře na úrovni, která by zabránila nebezpečným antropogenním zásahům do klimatického systému".
Smlouva sama nestanovuje žádné závazné limity pro emise skleníkových plynů pro jednotlivé země a neobsahuje žádné donucovací mechanismy. V tomto smyslu je smlouva považována za právně nezávaznou. Namísto toho smlouva poskytuje rámec pro vyjednávání konkrétních mezinárodních smluv (tzv. "Protokolů"), které mohou stanovit závazné limity pro skleníkové plyny.
Úmluva byla zpřístupněna k podpisu 9. května 1992 poté, co Mezivládní vyjednávací výbor vypracoval její text jako zprávu po svém zasedání v New Yorku od 30. do 9. května 1992. Dohoda vstoupila v platnost dne 21. března 1994. Do prosince 2015 ji podepsalo 197 stran. Česká republika tuto úmluvu podepsala dne 18. 6. 1993 a ratifikovala ji dne 7. 10. 1993 jako v pořadí třicátá šestá strana.
Ke kontrole plnění závazků smluvních stran a jejich opatření v rámci Úmluvy byla zřízena Konference smluvních stran jako nejvyšší orgán Úmluvy. Mimo jiné též usnadňuje mezi stranami výměnu informací o zavedených opatřeních, podporuje rozvoj metodologií a připravuje doporučení.

## Seznam stran

Strany UNFCCC
Přílohy I and II
Příloha I
strany nejmenované v přílohách
pozorovatelské státy

Do roku 2015 podepsalo úmluvu 197 stran včetně všech členských států OSN, pozorovatelského státu OSN Palestiny, nečlenských států OSN Niue a Cookových ostrovů a Evropské unie jako nadnárodní unie. Svatý stolec je navíc pozorovatelským státem.

### Klasifikace stran a jejich závazky
Strany jsou podle závazků rozděleny do tří hlavních skupin:
- Příloha I: Existuje 43 smluvních stran, které jsou uvedené v Příloze I Úmluvy, včetně Evropské unie.[6] Tyto strany jsou klasifikovány jako industrializované (rozvinuté) země. Dále sem patří země přechodové ekonomiky.[7] 14 těchto zemí spadá pod dříve centrálně plánovanou (sovětskou) ekonomiku Ruska. Jedná se o Ruskou federaci, pobaltské státy a několik států střední a východní Evropy.[8] Strany Přílohy I se zavazují k přijetí národních přístupů a opatření ke zmírnění dopadů klimatické změny, k omezení svých emisí skleníkových plynů. Tato opatření jsou důkazem, že právě rozvinuté země zaujímají vedoucí postavení při změnách provedených v souladu s cílem Úmluvy.[9]
- Příloha II: 24 stran uvedených v Příloze I náleží též do Přílohy II, včetně Evropské unie.[10] Tyto strany jsou tvořeny členy Organizace pro hospodářskou spolupráci a rozvoj. Strany Přílohy II jsou povinny poskytovat finanční podporu rozvojovým zemím a asistovat jim při snižování emisí skleníkových plynů a zároveň  jim pomáhat přizpůsobit se nepříznivým účinkům současné změny klimatu. Kromě toho musí podniknout všechny možné kroky na podporu rozvoje a přenosu technologií šetrných k životnímu prostředí zemím s přechodovou ekonomikou  a rozvojovým zemím. Financování poskytované smluvními stranami Přílohy II probíhá převážně prostřednictvím finančního mechanismu Úmluvy.[7]
- Mimo přílohu I: Strany Úmluvy, které nejsou uvedeny v Příloze I, jsou většinou rozvojovými zeměmi[7] s nízkými příjmy[11][12]. Rozvojové země se mohou dobrovolně stát stranami Přílohy I v případě, že jsou dostatečně rozvinuté.
- Nejméně rozvinuté země: 49 stranám, které OSN klasifikuje jako nejméně rozvinuté země, je v rámci Úmluvy věnována zvláštní pozornost z důvodu jejich omezené schopnosti reagovat na změnu klimatu a přizpůsobit se jejím nepříznivým účinkům. Strany Přílohy I jsou naléhavě vyzývány, aby plně zohlednily zvláštní situaci nejméně rozvinutých zemí s ohledem na financování a činností týkajících se přenosu technologií.[7]

### Seznam stran
| Stát                           | Klasifikace                     | Podpis           | Ratifikace         | Poznámky |
| ------------------------------ | ------------------------------- | ---------------- | ------------------ | --- |
| Afghánistán                    |                                 | 12. června 1992  | 19. září 2002      | |
| Albánie                        |                                 |                  | 3. říjen 1994      | |
| Alžírsko                       |                                 | 13. června 1992  | 9. června 1993     | |
| Andorra                        |                                 |                  | 2. března 2011     | |
| Angola                         |                                 | 14. června 1992  | 17. květn 2000     | |
| Antigua a Barbuda              |                                 | 4. června 1992   | 2. února 1993      | |
| Argentina                      |                                 | 12. června 1992  | 11. března 1994    | |
| Arménie                        |                                 | 13. června 1992  | 14. května 1993    | |
| Austrálie                      | Příloha I, II                   | 4. června 1992   | 30. prosince 1992  | |
| Ázerbájdžán                    |                                 | 12. června 1992  | 16. května 1995    | |
| Bahamy                         |                                 | 12. června 1992  | 29. března 1994    | |
| Bahrajn                        |                                 | 8. června 1992   | 28. prosince 1994  | |
| Bangladéš                      |                                 | 9. června 1992   | 15. dubna 1994     | |
| Barbados                       |                                 | 12. června 1992  | 23. března 1994    | |
| Belgie                         | Příloha I, II                   | 4. června 1992   | 16. ledna 1996     | |
| Belize                         |                                 | 13. června 1992  | 31. října 1994     | |
| Benin                          |                                 | 13. června 1992  | 30. června 1994    | |
| Bělorusko                      | Příloha I, přechodová ekonomika | 11. června 1992  | 11. května 2000    | |
| Bhútán                         |                                 | 11. června 1992  | 25. srpna 1995     | |
| Bolívie                        |                                 | 10. června 1992  | 3. říjen 1994      | |
| Bosna a Hercegovina            |                                 |                  | 7. září 2000       | |
| Botswana                       |                                 | 12. června 1992  | 27. ledna 1994     | |
| Brazílie                       |                                 | 4. června 1992   | 28. února 1994     | |
| Brunej                         |                                 |                  | 7. srpna 2007      | |
| Bulharsko                      | Příloha I, přechodová ekonomika | 5. června 1992   | 12. května 1995    | |
| Burkina Faso                   |                                 | 12. června 1992  | 2. září 1993       | |
| Burundi                        |                                 | 11. června 1992  | 6. ledna 1997      | |
| Cookovy ostrovy                |                                 | 12. června 1992  | 20. dubna 1993     | |
| Čad                            |                                 | 12. června 1992  | 7. června 1994     | |
| Černá Hora                     |                                 |                  | 23. října 2006     | |
| Česko                          | Příloha I, přechodová ekonomika | 18. června 1993  | 7. října 1993      | Na vlastní žádost nahradila Československo v Příloze I za stát s přechodovou ekonomikou změnou, která vešla v platnost v roce 1998. |
| Čína                           |                                 | 11. června 1992  | 5. ledna 1993      | Platí pro Macao, rozšířené Portugalskem 28. června 1999. Žádost zůstala v platnosti po převedení svrchovanosti do Číny. Pro Hongkong platí od 8. dubna 2003. |
| Dánsko                         | Příloha I, II                   | 9. června 1992   | 21. prosince 1993  | Včetně Faerských ostrovů a Grónska |
| Konžská demokratická republika |                                 | 11. června 1992  | 9. ledna 1995      | |
| Dominika                       |                                 |                  | 21. června 1993    | |
| Dominikánská republika         |                                 | 12. června 1992  | 7. října1998       | |
| Džibutsko                      |                                 | 12. června 1992  | 27. srpna 1995     | |
| Egypt                          |                                 | 9. června 1992   | 5. prosince 1994   | |
| Ekvádor                        |                                 | 9. června 1992   | 23. února 1993     | |
| Eritrea                        |                                 |                  | 24. dubna 1995     | |
| Estonsko                       | Příloha I, přechodová ekonomika | 12. června 1992  | 27. července 1994  | |
| Etiopie                        |                                 | 10. června 1992  | 5. dubna 1994      | |
| Evropská unie                  | Příloha I, II                   | 13. června 1992  | 21, prosince 1993  | Ratifikovala jako Evropské hospodářské společenství. |
| Mikronésie                     |                                 | 12. června 1992  | 18. listopadu 1993 | |
| Fidži                          |                                 | 9. října 1992    | 24. února 1992     | |
| Filipíny                       |                                 | 12. června 1992  | 2. srpna 1994      | |
| Finsko                         | Příloha I, II                   | 4. června 1992   | 3. května 1994     | |
| Francie                        | Příloha I, II                   | 13. června 1992  | 25. března 1994    | |
| Gabon                          |                                 | 12. června 1992  | 21. ledna 1998     | |
| Gambie                         |                                 | 12. června 1992  | 10. června 1994    | |
| Gruzie                         |                                 |                  | 29. července 1994  | |
| Ghana                          |                                 | 16. červen 1992  | 6. září 1995       | |
| Grenada                        |                                 | 3. prosince 1992 | 11. srpna 1994     | |
| Guatemala                      |                                 | 13. červen 1992  | 15. prosince 1995  | |
| Guinea                         |                                 | 12. červen 1992  | 7. květen 1993     | |
| Guinea-Bissau                  |                                 | 12. června 1992  | 27. října 1995     | |
| Guyana                         |                                 | 13. června 1992  | 29. srpna 1994     | |
| Haiti                          |                                 | 13. červen 1992  | 25. září 1996      | |
| Honduras                       |                                 | 13. června 1992  | 19. října 1995     | |
| Chile                          |                                 | 13. června 1992  | 22. prosince 1994  | |
| Chorvatsko                     | Příloha I, přechodová ekonomika | 11. června 1992  | 8. dubna 1996      | Zapsáno jako země s přechodovou ekonomikou na vlastní žádost změnou, která vešla v platnost v roce 1998. |
| Indie                          |                                 | 10. června 1992  | 1. listopadu 1993  | |
| Indonésie                      |                                 | 5. června 1992   | 23. srpna 1994     | |
| Irák                           |                                 |                  | 28. července 2009  | |
| Irsko                          | Příloha I, II                   | 13. června 1992  | 20. dubna 1994     | |
| Island                         | Příloha I, II                   | 4. června 1992   | 16. července 1993  | |
| Itálie                         | Příloha I, II                   | 5. června 1992   | 15. dubna 1994     | |
| Izrael                         |                                 | 4. června 1992   | 4. července 1996   | |
| Írán                           |                                 | 14. června 1992  | 18. července 1996  | |
| Jamajka                        |                                 | 12. června 1992  | 6. ledna 1995      | |
| Japonsko                       | Příloha I, II                   | 13. června 1992  | 28. května 1993    | |
| Jemen                          |                                 | 12. června 1992  | 21. února 1996     | |
| Jižní Afrika                   |                                 | 15. června 1992  | 29. srpna 1997     | |
| Jižní Korea                    |                                 | 13. června 1992  | 14. prosince 1993  | |
| Jižní Súdán                    |                                 |                  | 17. února 2014     | |
| Jordánsko                      |                                 | 11. června 1992  | 12. listopadu 1993 | |
| Kambodža                       |                                 |                  | 18. prosince 1995  | |
| Kamerun                        |                                 | 14. června 1992  | 19. října 1994     | |
| Kanada                         | Příloha I, II                   | 12. června 1992  | 4. prosince 1992   | |
| Kapverdy                       |                                 | 12. června 1992  | 29. března 1995    | |
| Katar                          |                                 |                  | 18. dubna 1996     | |
| Kazachstán                     |                                 | 8. června 1992   | 17. května 1995    | |
| Keňa                           |                                 | 12. června 1992  | 30. srpna 1994     | |
| Kiribati                       |                                 | 13. června 1992  | 7. února 1995      | |
| Kolumbie                       |                                 | 13. června 1992  | 22. března 1995    | |
| Komory                         |                                 | 11. června 1992  | 31. října 1994     | |
| Kostarika                      |                                 | 13. června 1992  | 26. srpna 1994     | |
| Kuba                           |                                 | 13. června 1992  | 5. ledna 1994      | |
| Kuvajt                         |                                 |                  | 28. prosince 1994  | |
| Kypr                           | Příloha I                       | 12. června 1992  | 15. října 1997     | Na vlastní žádost přidán do Přílohy I změnou, která vešla v platnost v roce 2013. |
| Kyrgyzstán                     |                                 |                  | 25. května 2000    | |
| Laos                           |                                 |                  | 4. ledna 1995      | |
| Lesotho                        |                                 | 11. června 1992  | 7. února 1995      | |
| Libanon                        |                                 | 12. června 1992  | 1ř. prosince 1994  | |
| Libérie                        |                                 | 12. června 1992  | 5. listopadu 2002  | |
| Libye                          |                                 | 29. června 1992  | 14. června 1999    | |
| Lichtenštejnsko                | Příloha I                       | 4. června 1992   | 22. června 1994    | Na vlastní žádost přidáno mezi strany Přílohy I změnou, která vešla v platnost v roce 1998. |
| Litva                          | Příloha I, přechodová ekonomika | 11. června 1992  | 2č. března 1995    | |
| Lotyšsko                       | Příloha I, přechodová ekonomika | 11. června 1992  | 23. března 1995    | |
| Lucembursko                    | Příloha I, II                   | 9. června 1992   | 9. května 1994     | |
| Madagaskar                     |                                 | 10. června 1992  | 2. června 1999     | |
| Maďarsko                       | Příloha I, přechodová ekonomika | 13. června 1992  | 24. února 1994     | |
| Makedonie                      |                                 |                  | 28. ledna 1998     | |
| Malajsie                       |                                 | 9. června 1993   | 13. července 1994  | |
| Malawi                         |                                 | 10. června 1992  | 21. dubna 1994     | |
| Maledivy                       |                                 | 12. června 1992  | 9. listopadu 1992  | |
| Mali                           |                                 | 30. září 1992    | 28. prosince 1994  | |
| Malta                          | Příloha I                       | 12. června 1992  | 17, března 1994    | Na vlastní žádost přidána mezi strany Přílohy I změnou, která vešla v platnost 2010. |
| Maroko                         |                                 | 13. června 1992  | 28. prosince 1995  | |
| Marshallovy ostrovy            |                                 | 12. června 1992  | 8. října 1992      | |
| Mauritánie                     |                                 | 12. června 1992  | 20. ledna 1994     | |
| Mauricius                      |                                 | 10. června 1992  | 4. září 1992       | |
| Mexiko                         |                                 | 13. června 1992  | 11. března 1993    | |
| Moldavsko                      |                                 | 12. června 1992  | 9. července 1995   | |
| Monako                         | Příloha I                       | 11. června 1992  | 20. listopadu 1992 | Na vlastní žádost přidáno mezi strany Přílohy I změnou, která vešla v platnost 1998. |
| Mongolsko                      |                                 | 12. června 1992  | 30. září 1993      | |
| Mosambik                       |                                 | 12. června 1992  | 25. srpna 1995     | |
| Myanmar (Barma)                |                                 | 11. června 1992  | 25. listopadu 1994 | |
| Namibie                        |                                 | 12. června 1992  | 16. května 1995    | |
| Nauru                          |                                 | 8. června 1992   | 11. listopadu 1993 | |
| Nepál                          |                                 | 12. června 1992  | 2. května 1994     | |
| Německo                        | Příloha I, II                   | 12. června 1992  | 9. prosince 1993   | |
| Niger                          |                                 | 11. června 1992  | 25. července 1995  | |
| Nigérie                        |                                 | 13. června 1992  | 29. srpna 1994     | |
| Nizozemsko                     | Příloha I, II                   | 4. června 1992   | 20. prosince 1993  | Vyjma Aruby, Curaçaa, Karibského Nizozemska a Svatého Martina. |
| Nikaragua                      |                                 | 13. června 1992  | 31. října 1995     | |
| Niue                           |                                 |                  | 28. února 1996     | |
| Norsko                         | Příloha I, II                   | 4. června 1992   | 9. července 1993   | |
| Nový Zéland                    | Příloha I, II                   | 4. června 1992   | 16. září 1993      | |
| Omán                           |                                 | 11. června 1992  | 8. února 1995      | |
| Palau                          |                                 |                  | 10. prosince 1999  | |
| Palestina                      |                                 |                  | 18. prosince 2015  | |
| Panama                         |                                 | 18. března 1993  | 23. května 1995    | |
| Papua Nová Guinea              |                                 | 13. června 1992  | 16. března 1993    | |
| Paraguay                       |                                 | 12. června 1992  | 24. února 1994     | |
| Pákistán                       |                                 | 13. června 1992  | 1. června 1994     | |
| Peru                           |                                 | 12. června 1992  | 7. června 1993     | |
| Pobřeží slonoviny              |                                 | 10. června 1992  | 29. listopadu 1994 | |
| Polsko                         | Příloha I, přechodná ekonomika  | 5. června 1992   | 28. června 1994    | |
| Portugalsko                    | Příloha I, II                   | 13. června 1992  | 21. prosince 1993  | |
| Rakousko                       | Příloha I, II                   | 8. června 1992   | 28. února 1994     | |
| Konžská republika              |                                 | 12. června 1992  | 14. října 1996     | |
| Rovníková Guinea               |                                 |                  | 16. srpna 2000     | |
| Rumunsko                       | Příloha I, přechodná ekonomika  | 5. června 1992   | 8. června 1994     | |
| Rusko                          | Příloha I, přechodná ekonomika  | 13. června 1992  | 28. prosince 1994  | |
| Rwanda                         |                                 | 10. června 1992  | 18. srpna 1998     | |
| Řecko                          | Příloha I, II                   | 12. června 1992  | 4. srpna 1994      | |
| Samoa                          |                                 | 12. června 1992  | 29. listopadu 1994 | |
| San Marino                     |                                 | 10. června 1992  | 28. října 1994     | |
| Saúdská Arábie                 |                                 |                  | 28. prosince 1994  | |
| Senegal                        |                                 | 13. června 1992  | 17. října 1994     | |
| Severní Korea                  |                                 | 11. června 1992  | 5. prosince 1994   | |
| Seychely                       |                                 | 10. června 1992  | 22. září 1992      | |
| Sierra Leone                   |                                 | 11. února 1993   | 22. června 1995    | |
| Singapur                       |                                 | 13. června 1992  | 29. května 1997    | |
| Slovensko                      | Příloha I, přechodová ekonomika | 19. května 1993  | 25. srpen 1994     | Na vlastní žádost nahradilo Československo v Příloze I za stát s přechodovou ekonomikou změnou, která vešla v platnost v roce 1998. |
| Slovinsko                      | Příloha I, přechodová ekonomika | 13. června 1992  | 1. prosinec 1995   | Na vlastní žádost přidáno k Příloze I jako stát s přechodovou ekonomikou změnou, která vešla v platnost v roce 1998. |
| Somálsko                       |                                 |                  | 11. září 2009      | |
| Spojené arabské emiráty        |                                 |                  | 29. prosince 1996  | |
| Spojené království             | Příloha I, II                   | 12. června 1992  | 8. prosince 1993   | Včetně Jersey, ostrova Man, Guernsey (8. prosince 1993), Gibraltaru (2. ledna 2007), Bermud, Kajmanských ostrovů a Falklandských ostrovů (7. března 2007). Anguilla, Britské Panenské ostrovy, Montserrat, Pitcairnovy ostrovy, Svatá Helena, Ascension a Tristan da Cunha, Turks a Caicos nebo Suverénní vojenské základny Akrotiri a Dekelia jsou místa, na něž se Úmluva nevztahuje.                |
| Spojené státy americké         | Příloha I, II                   | 12. června 1992  | 15. října 1992     | |
| Srbsko                         |                                 |                  | 12. března 2001    | |
| Srí Lanka                      |                                 | 10. června 1992  | 23. listopadu 1993 | |
| Středoafrická republika        |                                 | 13. června 1992  | 10. března 1995    | |
| Surinam                        |                                 | 13. června 1992  | 14. října 1997     | |
| Súdán                          |                                 | 9. června 1992   | 19. listopadu 1993 | |
| Svatý Kryštof a Nevis          |                                 | 12. června 1992  | 7. ledna 1993      | |
| Svatá Lucie                    |                                 | 14. června 1993  | 14. června 1993    | |
| Svatý Tomáš a Princův ostrov   |                                 | 12. června 1992  | 29. září 1999      | |
| Svatý Vincenc a Grenadiny      |                                 |                  | 2. prosince 1996   | |
| Svazijsko                      |                                 | 12. června 1992  | 7. října 1996      | |
| Sýrie                          |                                 |                  | 4. ledna 1996      | |
| Šalomounovy ostrovy            |                                 | 13. června 1992  | 28. prosince 1994  | |
| Španělsko                      | Příloha I, II                   | 13. června 1992  | 21. prosince 1993  | |
| Švédsko                        | Příloha I, II                   | 8. června 1992   | 23. června 1993    | |
| Švýcarsko                      | Příloha I, II                   | 12. června 1992  | 10. prosince 1993  | |
| Tanzanie                       |                                 | 12. června 1992  | 17. dubna 1996     | |
| Tádžikistán                    |                                 |                  | 7. ledna 1998      | |
| Thajsko                        |                                 | 12. června 1992  | 28. prosince 1994  | |
| Togo                           |                                 | 12. června 1992  | 8. března 1995     | |
| Tonga                          |                                 |                  | 20. června 1998    | |
| Trinidad a Tobago              |                                 | 11. června 1992  | 24. června 1994    | |
| Tunisko                        |                                 | 13. června 1992  | 15. července 1993  | |
| Turecko                        | Příloha I                       |                  | 24. února 2004     | Turecko bylo původně uvedeno v Příloze I i II Úmluvy. Odmítlo Úmluvu ratifikovat, protože mělo námitky proti zařazení do Příloh. V roce 1997 byl předložen návrh na změnu Přílohy I, II s cílem odstranit Turecko. Ačkoliv nebylo možné dosáhnout vzájemného souhlasu ohledně návrhu, bylo dosaženo kompromisu a změny, která vstoupila v platnost v roce 2002, která odstranila Turecko z Přílohy II. |
| Turkmenistán                   |                                 |                  | 5. června 1995     | |
| Tuvalu                         |                                 | 8. června 1992   | 26. října 1993     | |
| Uganda                         |                                 | 13. června 1992  | 8. září 1993       | |
| Ukrajina                       | Příloha I, přechodová ekonomika | 11. června 1992  | 13. května 1997    | |
| Uruguay                        |                                 | 4. června 1992   | 18. srpna 1994     | |
| Uzbekistán                     |                                 |                  | 20. června 1993    | |
| Vanuatu                        |                                 | 9. června 1992   | 25. března 1993    | |
| Venezuela                      |                                 | 12. června 1992  | 28. prosince 1994  | |
| Vietnam                        |                                 | 11. června 1992  | 16. listopadu 1994 | |
| Východní Timor                 |                                 |                  | 10. října 2006     | |
| Zambie                         |                                 | 11. června 1992  | 28. května 1993    | |
| Zimbabwe                       |                                 | 12. června 1992  | 3. listopadu 1992  | |

### Seznam pozorovatelů
| Stát         |
| ------------ |
| Svatý stolec |

Pozorovatel Svatý stolec oznámil, že zvažuje možnost ratifikace úmluvy v prosinci 2015.